# Championnat d'Israël de football 2005-2006
Navigation
Championnat d'Israël 2004-2005 Championnat d'Israël 2006-2007
Le Championnat d'Israël de football 2005-2006 est la 54e édition de ce championnat.

## Classement
| Rang | Équipe               | Pts | J  | G  | N  | P  | Bp | Bc | Diff |
| ---- | -------------------- | --- | -- | -- | -- | -- | -- | -- | ---- |
| 1    | Maccabi Haïfa        | 75  | 33 | 23 | 6  | 4  | 65 | 25 | +40  |
| 2    | Hapoël Tel-Aviv      | 59  | 33 | 16 | 11 | 6  | 51 | 25 | +26  |
| 3    | Betar Jérusalem      | 58  | 33 | 17 | 7  | 9  | 51 | 33 | +18  |
| 4    | Bnei Yehoudah        | 49  | 33 | 14 | 7  | 12 | 37 | 41 | -4   |
| 5    | Maccabi Petah-Tikvah | 44  | 33 | 12 | 8  | 13 | 37 | 38 | -1   |
| 6    | Maccabi Tel-Aviv     | 44  | 33 | 11 | 11 | 11 | 35 | 37 | -2   |
| 7    | Maccabi Netanya      | 41  | 33 | 11 | 8  | 14 | 40 | 45 | -5   |
| 8    | MS Ashdod            | 39  | 33 | 9  | 12 | 12 | 46 | 47 | -1   |
| 9    | Hapoël Petah-Tikvah  | 37  | 33 | 9  | 10 | 14 | 38 | 50 | -12  |
| 10   | Hapoël Kfar Sabah    | 34  | 33 | 8  | 10 | 15 | 30 | 41 | -11  |
| 11   | Hapoël Nazrat Ilit   | 34  | 33 | 8  | 10 | 15 | 25 | 47 | -22  |
| 12   | Hapoël Bnei Sakhnin  | 25  | 33 | 5  | 10 | 18 | 28 | 54 | -26  |

|  | Champion |
|  | Relégué  |

## Bilan de la saison
| Tableau d'Honneur                |                 |
| Compétition                      | Vainqueur       |
| Championnat d'Israël de football | Maccabi Haïfa   |
| Coupe d'Israël de football       | Hapoël Tel-Aviv |

| Promotions et relégations |                                          |
| Relégués en Liga Leumit   | Hapoël Nazrat Ilit Hapoël Bnei Sakhnin   |
| Promus en Ligat ha'Al     | Maccabi Herzliya Hakoah Amidar Ramat Gan |